# Шахматы в Австрии

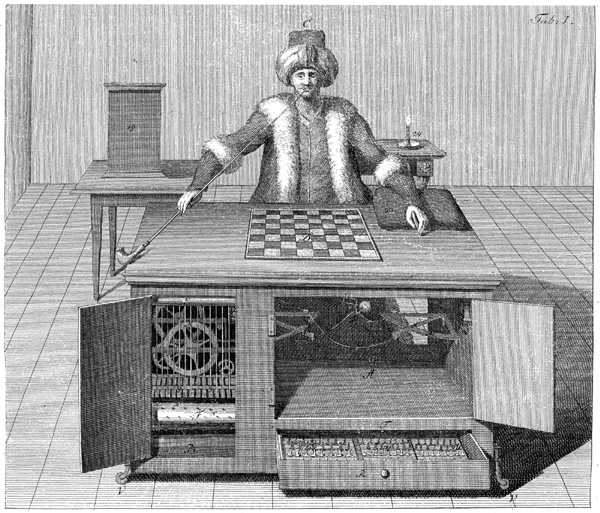
Шахматный автомат Кемпелена

История шахмат в Австрии

## До XIX века
Появление шахмат на территории современной Австрии относится к средним векам (XI—XII века); первыми очагами игры в шахматы стали монастыри и княжеские дворы. О шахматах рассказывается в средневековой поэтической рукописи «Кармина бурана» (предположительно 1240). К 1557 относится первое свидетельство шахматной игры при дворе Габсбургов, там же В. Кемпелен сконструировал в 1769 и демонстрировал шахматный автомат. Сохранилась запись партии, которую автомат выиграл у Наполеона Бонапарта в 1809 году.

## От XIX века до Первой мировой войны

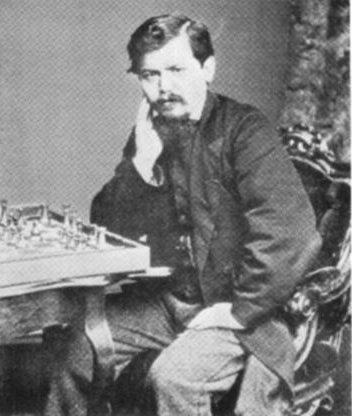
В начале 1860-х годов будущего чемпиона мира Вильгельма Стейница называли «австрийским Морфи»

Шахматные соревнования проводятся с XIX века. Сильными шахматистами были И. Альгайер, Э. Фалькбеер, К. Гампе, А.Шварц, А.Альбин, Б. Энглиш; ведущим — В. Стейниц.
Первое шахматное общество основано в Вене в 1857. С 1870-х годов начался расцвет шахматной жизни: возросло число шахматистов, стали проводиться крупные международные турниры (Венские турниры), в Вене возник шахматный клуб (1897), был основан журнал «Винер шахцайтунг» (1898) и т. д.
Важным центром австрийской и европейской шахматной жизни стало венское кафе «Централь», которое было своеобразным шахматным университетом.
Признанным лидером австрийских шахматистов в конце XIX — начале XX веков являлся К. Шлехтер, сыгравший вничью матч за звание чемпиона мира с Эм. Ласкером. В число сильнейших шахматистов входили Р. Шпильман, Г. Марко и М. Вейс, которые в разное время жили в Вене. Проживали в Вене в начале XX века Ю. Перлис, С. Тартаковер, М. Видмар, Р. Рети, которые во многом способствовали популяризации шахмат в стране.
Помимо Вены, крупным шахматным центром был Грац, сыгравший видную роль в деле развития шахмат. Здесь проведён шахматный конгресс (1870), создано шахматное общество (1877; ныне шахматный клуб), основан первый Австрийский шахматный союз (1890; существовал до 1892). Этим достижениям Грац во многом обязан И. Бергеру. Появились шахматные клубы и в других городах: Эбензее (1900), Инсбруке (1903), Линце (1907), Зальцбурге (1910).

## Период между двумя мировыми войнами
После Первой мировой войны 1914—18 наблюдался новый подъём шахматной жизни: проводились международные турниры (наиболее значительные — в Земмеринге, 1926, и в Земмеринге — Бадене, 1937), возобновилось издание журнала «Винер шахцайтунг» (1923), развернулись дискуссии вокруг модернистских идей Рети, Тартаковера и других.
Традиции австрийских шахматистов продолжили Э. Грюнфельд, Х. Кмох, А. Беккер, Й. Локвенц, Э. Элисказес и другие. В 1925 году произошёл раскол между Австрийским шахматным союзом и новым Рабочим шахматным союзом, который был запрещён в 1934. Захват Австрии фашистской Германией (1938) и Вторая мировая война 1939—45 заставили многих видных шахматистов покинуть Австрию: Шпильман уехал в Швецию, Беккер и Элисказес не вернулись на родину после Олимпиады 1939.

## После Второй Мировой войны
После войны шахматная жизнь быстро восстановилась: возобновил деятельность Австрийский шахматный союз, вновь стали проводиться международные турниры (Вена, 1947; Бадгастайн (Гаштейн), 1948; Капфенберг, 1955, и другие), появились шахматные журналы: «Шахмагазин» («Schachmagazin», 1946), «Эстеррайхише шахцайтунг» («Österreichische Schachzeitung», 1952), «Шах-актив» (1978). С 1947 регулярно проводятся чемпионаты страны: трижды чемпионом становились А. Дюкштейн (1954, 1956, 1977) и М. Раггер (2008—2010), дестятикратно — Николаус Штанец (1995—2000, 2002—2005)
На международных турнирах наибольших успехов среди австрийских шахматистов добились в 1950—60-х годы К. Робча, А. Бени и Дюкштейн. Развитию женских шахмат способствовали в 1920—1930-х годов успехи П. Вольф-Кальмар — чемпионаты мира 1927 (второе место), 1930 и 1931 (третье место) и Г. Гарум — третье место на чемпионате мира в 1935. После 1945 лидерство перешло к С. Райшер, Г. Вагнер, И. Каттингер. Крупным событием в шахматной жизни Австрии стал матч с советскими шахматистами, выигранный командой СССР, — 17½:2½.
С 1950-х годов Австрия выступает активным организатором крупных соревнований ФИДЕ, здесь проведены финалы первого и четвёртого командных чемпионатов Европы (1957 и 1970), зональный турнир ФИДЕ (1969), командный чемпионат мира среди студентов (1972), юношеские чемпионаты мира (1977, 1978), матчи претендентов (Корчной — Петросян, 1980; Смыслов — Хюбнер и Иоселиани — Лю Шилань, 1983), командное молодёжное первенство мира (1981), чемпионат мира среди компьютеров (1980). В 1985 в Граце состоялся 56-й конгресс ФИДЕ. К 2012 австрийские шахматисты были участниками 38 мужских и 23 женских шахматных олимпиад. Лучшие результаты: у мужчин — четвёртое место (1928 и 1930), у женщин — 11-е место. (1972)
Распространена игра по переписке: Х. Мюллер (1896—1971) — победитель четвёртого личного чемпионата Европы (1932), национальная мужская команда заняла второе место на заочной олимпиаде (1937—39) и второе на первом командном чемпионате Европы (1973—77). У Австрии давние традиции в области шахматной композиции: мировое признание получила венская школа в задаче; главными представителями новонемецкой школы (см. Логическая школа) были Й. Галумбирек, Т. Гербец, О. Тринкс.
Шахматная организация Австрии имеет в своих рядах на 2012 год четырёх активных гроссмейстеров.